# Kristian Asmussen
Kristian Asmussen (* 16. April 1971 in Ramløse) ist ein dänischer ehemaliger Handballspieler.
Der 1,93 m große Torwart spielte in Dänemark für Ramløse IF, Hellerup IK und das Team Helsinge. 2001 wechselte er in die deutsche Handball-Bundesliga zu GWD Minden. Nach zwei Jahren ging er in die spanische Liga ASOBAL zu BM Altea. Nach seiner Rückkehr nach Dänemark lief er für Nordsjælland Håndbold, Olympic/Viking Helsingborg HK, Skjern Håndbold und erneut Nordsjælland Håndbold auf. Im November 2011 wurde er vom SC Magdeburg als Ersatz für den verletzten Björgvin Páll Gústavsson für sieben Wochen ausgeliehen. Im September 2015 wurde er als Ersatz für den verletzten Marcus Cleverly verpflichtet. Nach der Saison 2015/16 kehrte er zu Nordsjælland Håndbold zurück, wo er immer mal wieder reaktiviert wurde.
In der Dänischen Nationalmannschaft debütierte Asmussen am 8. August 1995 gegen Norwegen und bestritt 76 Länderspiele. Bei den Europameisterschaften 2002 und 2006 gewann er jeweils die Bronzemedaille.